# ɸ
Cette page contient des caractères spéciaux ou non latins. S’ils s’affichent mal (▯, ?, etc.), consultez la page d’aide Unicode.
Ne doit pas être confondu avec la lettre grecque phi ‹ Φ φ ϕ › ou la lettre cyrillique ef ‹ Ф ф ›.
ɸ (uniquement en minuscule), appelé phi ou phi latin, est une lettre additionnelle utilisée dans l’alphabet phonétique international.

## Utilisation
Dans l’alphabet phonétique international, ‹ ɸ › représente une consonne fricative bilabiale sourde [ɸ]. Avant 1927, la petite capitale minuscule f ‹ ꜰ › était utilisée pour représenter cette consonne. Lors de la conférence de Copenhague de 1925, la lettre grecque phi ϕ, avec la forme de la lettre cyrillique ef ‹ ф ›, pour éviter la confusion entre ‹ ϕ › et ‹ ø ›, est recommandée pour représenter cette consonne.
Au Sénégal, le phi ‹ ɸ › a été utilisé dans l’alphabet du projet LILIEMA (Pratique libre de l’écrit pour une éducation inclusive dans les régions multilingues).
En 2025, Alex Kasonde propose d’utiliser des lettres additionnelles dont le phi ‹ ɸ › en position inter-vocalique ou pré-vocalique, de manière distinctive du p plutôt utilisé dans le digramme ‹ mp ›, dans un alphabet révisé du bemba.

## Représentation informatique
Cette lettre possède les représentations Unicode suivantes (Alphabet phonétiquet international) :
| formes    | représentations | chaînes de caractères | points de code | descriptions                |
| --------- | --------------- | --------------------- | -------------- | --------------------------- |
| minuscule | ɸ               | ɸ                     | U+0278         | lettre minuscule latine phi |